# Lago Salitroso
Lago Salitroso är en sjö i Argentina.   Den ligger i provinsen Santa Cruz, i den södra delen av landet, 1 800 km sydväst om huvudstaden Buenos Aires. Lago Salitroso ligger 134 meter över havet. Arean är 0,70 kvadratkilometer. Den sträcker sig 1,7 kilometer i nord-sydlig riktning, och 1,1 kilometer i öst-västlig riktning.
Trakten runt Lago Salitroso består i huvudsak av gräsmarker. Trakten runt Lago Salitroso är nära nog obefolkad, med mindre än två invånare per kvadratkilometer.